# Китайский кольчатый попугай
Китайский кольчатый попугай (лат. Psittacula derbiana) — птица отряда попугаеобразных.

## Внешний вид
Длина тела 40—50 см, хвоста 28 см. Основная окраска оперения зелёная. Лоб и уздечка чёрные, верх головы — голубовато-чёрный. От нижней части клюва по бокам головы — широкая чёрная полоса. Шея и грудь сине-серого цвета. Рулевые перья сверху сине-серые, снизу сине-зелёные. У самца верхняя часть клюва красная, подклювье чёрное. У самок весь клюв чёрный.

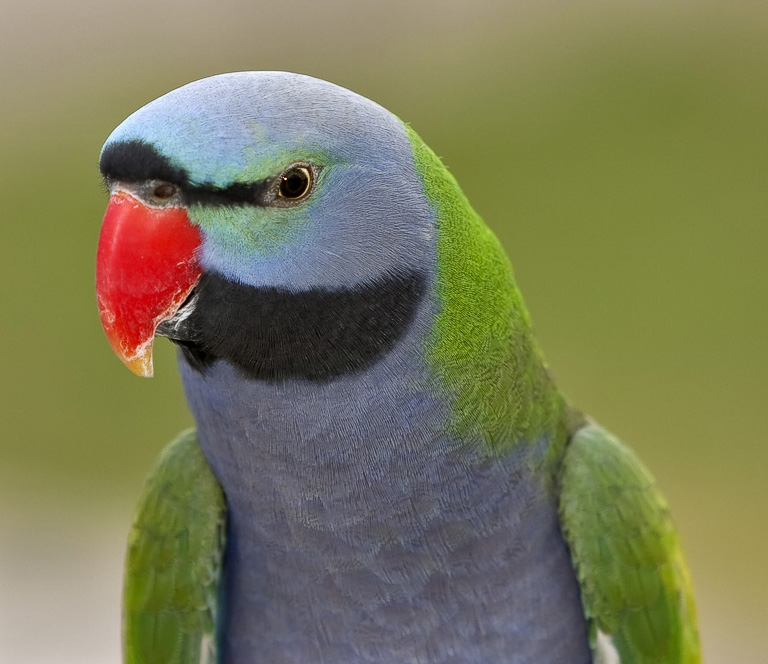

## Распространение
Обитает на юго-западе Китая, включая юго-восток Тибета, и в прилегающих районах северо-восточной Индии.

## Образ жизни
Населяют высокоствольные тропические леса и лесистые участки высокогорий до высоты 4000 м над уровнем моря. Держатся небольшими стайками или семейными группами. Питаются семенами, фруктами, орехами и вегетативными частями растений.

## Содержание
Попугай может очень хорошо подражать разговорной речи, вставляя различные слова в общий разговор. Толстый его язык очень подвижен, и благодаря этому он может воспроизводить звуки человеческой речи. У них хороший слух и великолепная память, поэтому они хорошо и быстро осваивают различные трюки и запоминают различные слова.

## Примечания

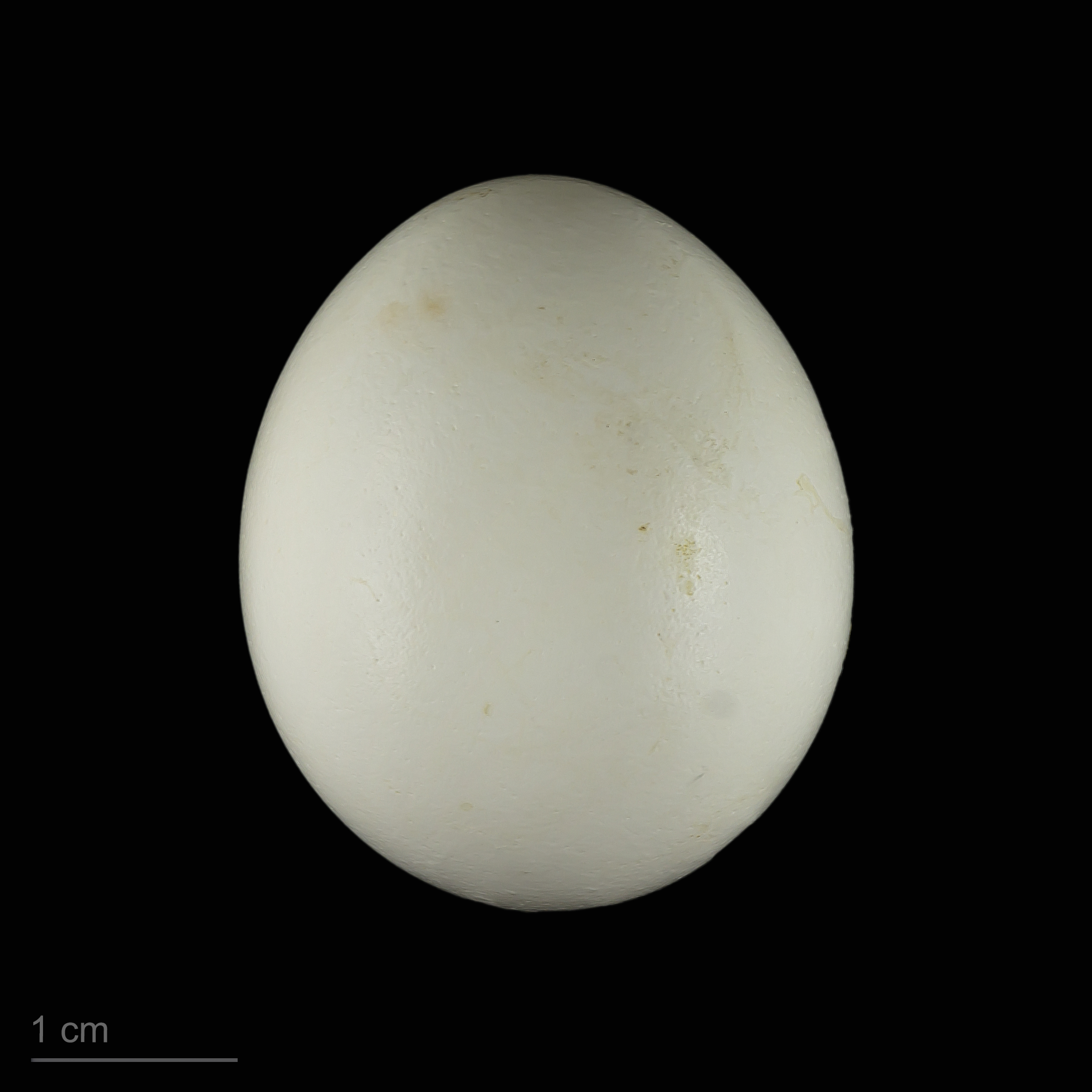
яйцо Psittacula derbiana - Тулузский музей